# 릴호동
릴호동(1994년 8월 8일 ~)은 대한민국의 가수다. 2021년 싱글 앨범 [암어타이거]로 데뷔했다.

## 방송
- 쇼미더머니 10 (2021) - Top132

## 음반
- 암어타이거 (2021)
- DOMO (2021)
- 무흥 : 무섭지만 흥분돼 (2022)

## 경력
- S.R.S 본선 진출 (2015)